# Symplecta (Symplecta) cana
Symplecta (Symplecta) cana is een tweevleugelige uit de familie steltmuggen (Limoniidae). De soort komt voor in het Nearctisch en Neotropisch gebied.